# Särkilampi (sjö i Kymmenedalen)
Särkilampi är en sjö i Finland. Den ligger i kommunen Fredrikshamn i landskapet Kymmenedalen, i den södra delen av landet, 140 km nordost om huvudstaden Helsingfors. Särkilampi ligger 70 meter över havet. Arean är 11,2 hektar och strandlinjen är 1,44 kilometer lång. Sjön  ingår i Summajokis huvudavrinningsområde.   Den ligger vid sjön Haapajärvi. I omgivningarna runt Särkilampi växer i huvudsak barrskog.